# ユン・ヨジョン
ユン・ヨジョン（尹汝貞、윤여정、1947年6月19日 - ）は、韓国の女優。連合軍軍政期京畿道開城府出身。本貫は坡平尹氏。漢陽大学校国文学科中退。

## 人物

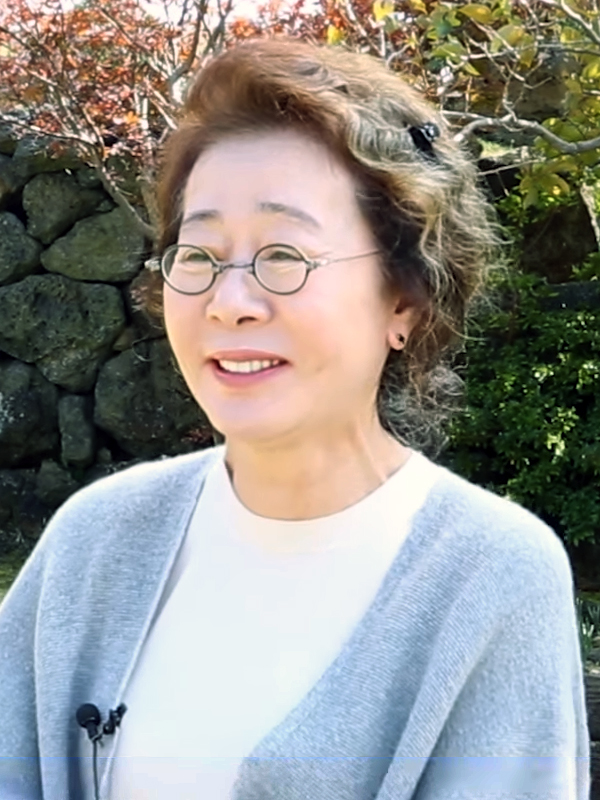
ユン・ヨジョン

1966年、TBC採用タレント3期として活動を開始。1972年に歌手趙英男と結婚。結婚を機に引退、渡米し息子2人をもうけるも、1985年離婚し芸能界へ復帰。

## 映画
- 1971 火女
- 1972 蟲女
- 1990 天使よ悪女になれ
- 2003 浮気な家族[1]
- 2004 春が来れば - ヒョヌの母親役[1]
- 2005 ユゴ 大統領有故 - ユニの母役[1]
- 2006 私たちの幸せな時間 - ユジョンの叔母役[1]
- 2007 なつかしの庭[1]
- 2007 ファン・ジニ 映画版 - 婆ば役[1]
- 2008 かまきり
- 2009 女優たち[1]
- 2010 ハハハ
- 2010 ハウスメイド - ビョンシク役[1]
- 2011 青い塩 - カン女史役[1]
- 2012 蜜の味 〜テイスト オブ マネー〜 - ペク・グムオク役[1]
- 2012 3人のアンヌ（原題：다른 나라에서〈他の国で〉） - パク・スク役[1]
- 2013 Behind the Camera
- 2013 ブーメランファミリー（原題：고령화 가족〈高齢化家族〉） - お母さん（ナムシク）役[1]
- 2014 自由が丘で - ゲストハウスの女主人役[1]
- 2015 チャンス商会〜初恋を探して〜 - グンニム役[1]
- 2016 バッカス・レディ[1]
- 2016 君が描く光 - ケチュン役
- 2018 それだけが、僕の世界　-　インスク役
- 2019 チャンシルさんには福が多いね - 大家さん役
- 2020 ミナリ Minari - スンジャ役
- 2020　藁にもすがる獣たち　-スンジャ役
- 2022 ドッグ・デイズ　-ヨジョン役

## テレビドラマ
- 1971 MBC 張禧嬪（チャン・ヒビン） - 主演 張禧嬪役[3]
- 1987 MBC 愛と野望 - ソン・ヘジュ役[4]
- 1990 MBC 裏切りのバラ - オクソン役[4]
- 1991 MBC 愛は何のために - ハン・シメ役[4]
- 1992 SBS プルレギ - 主演[4]
- 1994 SBS 別れ - 主演 ポム・シネ役[4]
- 1995 - 1996 KBS 銭湯の男たち - 主演 ノ・ヘヨン役[4]
- 1997 KBS 初恋
- 1998 KBS 嘘 - ユン・ヨンヒ役[4]
- 1998 MBC 愛しか私は分からない - 主演[4]
- 1998 SBS 何度も会いたいね
- 1999 MBC 愛の群像[1]
- 1999 - 2000 SBS カイスト ～天才たちの青春日記～ - 指導教授役[4]
- 2000 SBS あなたはどなた - チョン・シネ役[4]
- 2000 KBS 日が昇って月が出て
- 2001 KBS ストック ～君に贈る花言葉～
- 2001 KBS 同棲は良いだろうね
- 2001 KBS コッチ[1] - キム・ボンニョ役[4]
- 2001 SBS スンジャ - コ・チャンデ役[4]
- 2000 - 2001 SBS しきりに会いたいね - イ・オクプン役[4]
- 2001 MBC ホテリアー - ユン・ドンスク社長役[1]
- 2001 KBS KBSネットワーク 地方時代
- 2001 KBS 愛があるから
- 2002 SBS 情 - オム氏役[4]
- 2002 KBS 私の恋人は誰だろう - イネ役[4]
- 2002 MBC 勝手にしやがれ[1] - チョン・ユスン役[4]
- 2003 KBS バラの垣根 - ホ女史役[4]
- 2003 KBS あの青い草原の上に - キム・ジョムヒ役[4]
- 2003 - 2004 KBS 真珠の首飾り[1] - ユン・ヘミョン役[4]
- 2003 - 2004 KBS 100万本のバラ - チェ・グムジャ役[4]
- 2004 MBC アイルランド
- 2004 MBC 薔薇の戦争[1]
- 2005 - 2006 KBS 悲しみよ, さようなら[1] - イ・ヨンシム役[4]
- 2005 MBC がんばれ!クムスン - クムスンの祖母役[4]
- 2005 KBS 創社特集ドラマ[要出典] 流行歌になり - 主演 オ・スギョン役[4]
- 2005 SBS 愛・共感
- 2006 KBS グッバイ・ソロ
- 2006 MBC 本当に本当に好き - ク・ヒャンスク役[4]
- 2006 KBS 19歳の純情[1] - ユン・ミョンヘ役[4]
- 2006 MBC キツネちゃん、何しているの? - チョ・スンナム役[4]
- 2007 SBS 愛する人 - ユン・ミジャ役[4]
- 2007 KBS ヨメ全盛時代[1] - ソ・ミスン役[4]
- 2008 セクシーヒーロー★ピョン・ガンセ[1]
- 2008 MBC チュンジャさんちはお祭り騒ぎ - ヤン・ブンヒ役[4]
- 2009 KBS 家に帰る道 - ナム・スンジョン役
- 2009 MBC 地面にヘディング - エジャさん役[4]
- 2010 MBC 黄金の魚 - チョ・ユンヒ役[4]
- 2010 MBC 楽しい我が家[1]
- 2011 MBC 私の心が聞こえる? - ファン・スングム役[4]
- 2012 KBS 棚ぼたのあなた[1] - オム・チョンエ役[4]
- 2012 MBC キング 〜Two Hearts - パン・ヨンサン役[4]
- 2013 MBC 女王の教室[1] - ヨン・ヒョンジャ役[4]
- 2016 tvN ディア・マイ・フレンズ[1] - オ・チュンナム役[4]
- 2018 ハイランド
- 2019 - 2020　魔女たちの楽園〜二度なき人生〜（原題：二度はない） - ポク・マクレ役
- 2022 - 放送中 Apple TV+ドラマ パチンコ - Pachinko - キム・ソンジャ（坂東伸子）役
- 2022 Amazon Prime ザ・ボーイズ:ディアボリカル※声の出演
- 2022 カーテン・コール　-チャ・クムスン役

## バラエティ
- 花よりお姉さん（tvN、2013年）
- ユン食堂（tvN、2017年）
- ユン食堂2（tvN、2018年）
- ユンステイ（tvN、2021年）
- 思いがけない旅程（tvN、2022年）

## 受賞歴
- 第8回 青龍映画賞 女優主演賞（1971年、『火女』）
- 第10回 大鐘賞 新人賞（1971年、『火女』）
- 第2回 大韓民国映画大賞 女優助演賞（2003年、『浮気な家族』）
- 第18回 KBS演技大賞 単幕・特集ドラマ賞（2005年、『流行歌になり』）
- 第31回 青龍映画賞 女優助演賞（2010年、『ハウスメイド』）
- 第47回 大鐘賞 助演女優賞（2010年、『ハウスメイド』）
- 第5回 アジア・フィルム・アワード 助演女優賞（2011年、『ハウスメイド』）
- 第27回 全米映画俳優組合賞 助演女優賞（2020年、『ミナリ』[5]）
- 第73回 英国アカデミー賞 助演女優賞（2020年、『ミナリ』）
- 第36回 インディペンデント・スピリット賞 助演女優賞（2020年、『ミナリ』）
- 第92回 ナショナル・ボード・オブ・レビュー 助演女優賞（2020年、『ミナリ』）
- 第46回 ロサンゼルス映画批評家協会賞 助演女優賞（2020年、『ミナリ』）
- 第41回 ボストン映画批評家協会賞 助演女優賞（2020年、『ミナリ』）
- 第15回 オクラホマ映画批評家協会賞 助演女優賞（2020年、『ミナリ』）
- 第25回 サンディエゴ映画批評家協会賞 助演女優賞（2020年、『ミナリ』）
- 第17回 セントルイス映画批評家協会賞 助演女優賞（2020年、『ミナリ』）
- 第19回 サンフランシスコ映画批評家協会賞 助演女優賞（2020年、『ミナリ』）
- 第14回 デトロイト映画批評家協会賞 助演女優賞（2020年、『ミナリ』）
- 第29回 サウスイースタン映画批評家協会賞 助演女優賞（2020年、『ミナリ』）
- 第21回 フェニックス映画批評家協会賞 助演女優賞（2020年、『ミナリ』）
- 第16回 オースティン映画批評家協会賞 助演女優賞（2020年、『ミナリ』）
- カンザスシティ映画批評家協会賞 助演女優賞（2020年、『ミナリ』）
- 第93回 アカデミー賞 助演女優賞 (2020年、『ミナリ』)